# Gremlin Interactive
Infogrames Studios Limited (anteriormente Gremlin Graphics Software Limited y posterior Gremlin Interactive Limited) era una casa de software británica con sede en Sheffield, que trabajaba principalmente en el mercado de ordenadores domésticos. Como muchas empresas de software establecidas en la década de 1980, su mercado principal era la gama 8-bit de computadoras como ZX Spectrum, Amstrad CPC, MSX, Commodore 16 y Commodore 64. La empresa fue adquirida por el editor de videojuegos Infogrames francés en 1999, y pasó a llamarse Infogrames Studios en 2000. Infogrames Studios cerró en 2003.

## Historia
La compañía, originalmente una tienda de computadoras llamada Just Micro, fue establecida como una casa de software en 1984 con el nombre de Gremlin Graphics Software Ltd por Ian Stewart y Kevin Norburn. El éxito inicial de Gremlin se basó en juegos como "Wanted: Monty Mole" para el ZX Spectrum y "Thing on a Spring" para el Commodore 64.
En 1994, pasó a llamarse Gremlin Interactive, ahora concentrándose en el mercado de 16 bits, PC y consolas. Gremlin disfrutó de un gran éxito con las series Zool y Premier Manager a principios de la década de 1990, y luego con Actua Soccer, el primer juego fútbol completo 3D; otros juegos exitosos incluyeron la serie de carreras Lotus; un juego de carreras futurista, Motorhead; un juego de carreras de coches con acrobacias, "Fatal Racing" (1995); y el simulador de vuelo de 1998 Hardwar. Tras el éxito de EA con la marca EA Sports, Gremlin también lanzó su propia serie de videojuegos deportivos, añadiendo Golf, Tennis y Ice Hockey a su serie Actua Sports. Durante este tiempo, utilizaron un motivo de la Marcha Fúnebre Siegfried de Götterdämmerung como música introductoria.
La empresa salió a bolsa para recaudar fondos.
En 1997, Gremlin adquirió a Imagitec Design y DMA Design (creadores de Grand Theft Auto y Lemmings). En 1999, ellos mismos fueron comprados por Infogrames y rebautizados como "Infogrames Sheffield House", por alrededor de £ 24 millones, Infogrames cerró el estudio en 2003. El edificio que ocuparon últimamente cerca de Devonshire Green fue demolido desde entonces cuando se suponía que Infogrames Sheffield House pasaría a llamarse "Atari Sheffield House".
Desde entonces, el catálogo y el nombre de Gremlin Interactive han sido adquiridos por la nueva empresa de Ian Stewart, Urbanscan.

## Personal clave
El personal de Gremlin había incluido:
- Kevin Bulmer - Diseñador/artista gráfico
- * Jon Harrison - Diseñador/artista gráfico
- Gary Priest - Programador
- * Bill Allen - Programador
- Richard Stevenson - Programador
- * David Martin - Director de marketing
- Ben Daglish - Músico subcontratado
- * Ade Carless - Diseñador/artista gráfico
- Shaun McClure - Artista gráfico / Gerente de Recursos Artísticos
- * Antony Crowther ('Ratt') - Diseñador, programador[2]
- Paul Whitehead - Probador / Diseñador
- * Ian Stewart - Director gerente[9]
- Kevin Norburn - Director de operaciones
- * Patrick Phelan - Gerente de software / ingeniero de sonido
- Chris Harvey - Programador de consola principal
- * Wayne Laybourn - Artista
- Chris Shrigley - Diseñador / Programador[10]
- * Peter Harrap - Programador[2]
- Chris Kerry - Programador[2]
- * Shaun Hollingworth - Programador[2]
- MicroProjects Ltd (Jason Perkins, Mark Rogers, Anthony Clarke)

|}
- * Richard Hall - Jefe de producción

## Videojuegos
- Monty Mole (serie) (1984-1990)
  - Wanted: Monty Mole (1984)
  - Monty Is Innocent (1985)
  - Monty on the Run (1985)
  - Auf Wiedersehen Monty (1987)
  - Moley Christmas (1987)
  - Impossamole (1990)
- Potty Pigeon (1984)
- Bounder (1985)
  - Re-Bounder (1987)
- Gauntlet (1985)
  - Gauntlet: The Deeper Dungeons (1987)
- Thing on a Spring (1985)
- Jack the Nipper (1986)
- Trailblazer (1986)
  - Cosmic Causeway: Trailblazer II (1987)
- Alternative World Games (1987)
- Deflektor (1987)
- Gary Lineker's Superstar Soccer (1987)
- Technocop (1988)
- Motor Massacre (1988)
- Dark Fusion (1988)
- Mickey Mouse: The Computer Game (1988)
- Axel's Magic Hammer (1989)
- Federation of Free Traders (1989)
- H.A.T.E.: Hostile All-Terrain Encounter (1989)
- Switchblade (1989)
  - Switchblade II (1991)
- Lotus (serie) (1990-1992)
- Skidz (1990)
- Super Cars (1990)
  - Super Cars II (1991)
- Toyota Celica GT Rally (1990)
- Venus The Flytrap (1990)
- HeroQuest (1991)
  - HeroQuest II: Legacy of Sorasil (1994)
- Spacewrecked: 14 Billion Light Years from Earth (1990)
- Utopia: The Creation of a Nation (1991)
- Harlequin (1992)
- Jeep Jamboree: Off Road Adventure (1992)
- Nigel Mansell's World Championship Racing (1992)
- Plan 9 from Outer Space (1992)
- Premier Manager (serie) (1992-1999)
  - Premier Manager (1992)
  - Premier Manager 2 (1993)
  - Premier Manager 3 (1994)
  - Premier Manager: Ninety Nine (1999)
  - Premier Manager 2000 (2000)
- Space Crusade (1992)
- Top Gear (1992)
  - Top Gear 2 (1993)
  - Top Gear 3000 (1995)
- Zool (1992)
  - Zool 2 (1993)
- Jungle Strike (1993)
- Litil Divil (1993)
- Full Throttle: All-American Racing (1994)
- K240 (1994)
- Newman/Haas IndyCar featuring Nigel Mansell (1994)
- Race Days (1994)
- Shadow Fighter (1994)
- Actua Sports (serie) (1995-1999)
  - Actua Soccer (1995)
  - Actua Golf (1996)
  - Actua Golf 2 (1998)
  - Actua Pool (1999)
- Fatal Racing (1995)
- Loaded (1995)
  - Re-Loaded (1996)
- Slipstream 5000 (1995)
- Normality (1996)
- UEFA Euro 1996 (1996)
- Hardcore 4X4 (1996)
- Fragile Allegiance (1996)
- Realms of the Haunting (1997)
- Monopoly (1997)
- Motorhead (1998)
- N2O: Nitrous Oxide (1998)
- Body Harvest (1998)
- Hardwar (1998)
- Wild Metal Country (1999)
- PGA European Tour Golf (2000)
- Soulbringer (2000)
- Hogs of War (2000)
- Wacky Races: Starring Dastardly and Muttley (2000)
- UEFA Challenge (2001)
- Slam Tennis (2002)
- Superman: Shadow of Apokolips (2002)
- Micro Machines (2002)

|}